# Mariä-Namen-Kirche (Kalvarija)

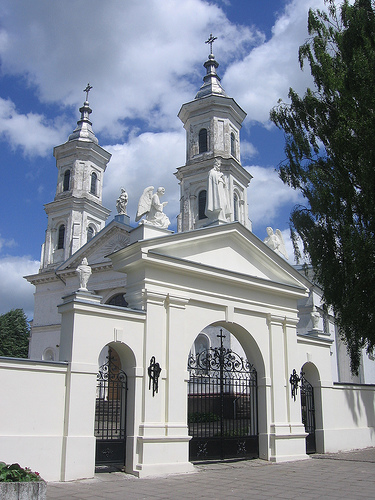
Die Mariä-Namen-Kirche von Kalvarija

Mariä-Namen-Kirche Kalvarija (litauisch Kalvarijos Švč. Mergelės Marijos Vardo bažnyčia) ist eine im klassizistischen Stil erbaute katholische Kirche in Kalvarija (Dekanat Marijampolė, Bistum Vilkaviškis, Litauen), am linken Ufer der Šešupė.

## Geschichte
1705 wurde die erste Kirche mit Hilfe des Priesters Jonas Sabaliauskas gebaut. Sie wurde von Mykolas Juozapas Sapiega fundiert. 1721 bekam die Pfarrgemeinde das Dorf Menkupių. Um 1770 wurde die Kirche von Pfarrer Petras Vimboras verlängert und um zwei Türme erweitert. 1818 wurde die Kirche bei einem Sturm zerstört.
Die heutige Kirche wurde von 1838 bis 1840 gebaut und 1843 von Paweł Straszyński, dem Bischof von Łomża, geweiht. Von 1935 bis 1942 war hier als Pfarrer und Dekan Mykolas Krupavičius tätig.